# Spilosoma moorei
Spilosoma moorei är en fjärilsart som beskrevs av Pieter Cornelius Tobias Snellen 1879. Spilosoma moorei ingår i släktet Spilosoma och familjen björnspinnare. Inga underarter finns listade i Catalogue of Life.